# Willem Van Rensselaer Malkus
Willem Van Rensselaer Malkus (Brooklyn, 19 de novembro de 1923 – Falmouth, 28 de maio de 2016) foi um físico estadunidense.
Estudou na Universidade de Michigan (1940 - 1942) e na Universidade Cornell (1942 - 1943), e após servir durante três anos na Marinha dos Estados Unidos, obteve um PhD em física na Universidade de Chicago em 1950, orientado por Enrico Fermi, com a tese The Interaction of the Dirac Magnetic Monopole with Matter. Foi pesquisador associado e oceanógrafo físico do Instituto Oceanográfico de Woods Hole (WHOI) até 1958, foi professor da Universidade da Califórnia em Los Angeles (UCLA) até 1969 e professor de matemática aplicada do Instituto de Tecnologia de Massachusetts (MIT) até aposentar-se em 1996.
Foi fellow da Academia de Artes e Ciências dos Estados Unidos, da American Physical Society e da União de Geofísica dos Estados Unidos. Em 1972 foi eleito membro da Academia Nacional de Ciências dos Estados Unidos.